# Кяо (Елва)
Кя́о (ест. Käo küla) — село в Естонії, у волості Елва повіту Тартумаа.

## Населення
Чисельність населення на 31 грудня 2011 року становила 47 осіб.

## Географія
Через населений пункт проходить автошлях 22160 (Елва — Ранну).

## Історія
До 24 жовтня 2017 року село входило до складу волості Ринґу.